# هایپریون (رمان)
هایپریون (Hyperion)، رمانی علمی–تخیلی از دن سیمونز است که اولین‌بار در سال ۱۹۸۹ به چاپ رسید و اولین کتاب از سری چهارگانهٔ سرودهای هایپریون است. کتاب سقوط هایپریون که دنبالهٔ این کتاب است در سال ۱۹۹۰ به چاپ رسید.
این کتاب موفق شد جوایز هوگو و لوکس را در سال ۱۹۹۰ از آن خود کند و نامزد سال ۱۹۹۰ جایزهٔ علمی‌تخیلی انگلیس و نامزد سال ۱۹۹۲ جایزهٔ آرتور سی. کلارک شود.

## داستان
در سدهٔ ۲۸ میلادی، مدت‌هاست که زمین از بین رفته و انسان‌ها در سیارات و دنیاهای مختلفی زندگی می‌کنند. انسان‌ها به دو دسته اصلی تقسیم شده‌اند: دسته‌ای که در فضای بی‌کران و در جاذبهٔ صفر زندگی می‌کنند و از آنان با نام اخراجی ها (Ousters) نام می‌برند و دسته‌ای دیگر که سیارات را به شکلی همچون زمین قدیم در می‌آورند و در آن‌ها زندگی می‌کنند و دولت آن‌ها با نام هژمونی (Hegemony) شناخته می‌شود و هژمونی از کمک شبکهٔ پیشرفته‌ای از هوش مصنوعی با نام تک‌کور (TechCore) بهره می‌برد.
داستان این کتاب دربارهٔ شش زائری است که در گیرودار حملهٔ نیروهای اخراجی‌ها به سیارهٔ هایپریون، به عنوان آخرین زائران مکانی اسرارآمیز با نام گورهای زمان انتخاب شده‌اند که در این سیارهٔ قرار دارد. گورهای زمان پیش از حضور انسان‌ها در آن سیاره وجود داشته‌اند و مشخص نیست که متعلق به چه موجوداتی بوده‌است. موجودی اسرارآمیز با نام شرایک (Shrike) نیز در اطراف این ساختمان‌ها حضور دارد که به علت قدرت زیادش، پیروانی پیدا کرده که خود را کلیسای شرایک می‌نامند. کلیسای شرایک معتقد است که پایان زمان نزدیک است و این شش زائر را به عنوان آخرین زائران گورهای زمان انتخاب کرده‌است. این شش زائر در طول سفر، داستان‌های خود را برای هم بازگو می‌کنند تا دلیل انتخاب خود را بفهمند و راهی برای جلوگیری از مرگ خود پیدا کنند.

## شخصیت‌ها
- شرایک - موجودی اسرارآمیز با قدرت زیاد که پیروانی پیدا کرده که او را خدای درد (The lord of pain) می‌نامند. شرایک را دارای درختی عظیم با خارهای فلزی می‌دانند که انسان‌ها را از خارهایش آویزان می‌کند تا درد بکشند. افراد زیادی از سرتاسر دنیا با مجوز کلیسای شرایک به هایپریون می‌آیند تا به زیارت شرایک بروند و تنها تعدادی کمی از این افراد از گورهای زمان زنده برمی‌گردند.
- کنسول - شخصی است که چند سال پیش، مقام دولتی از طرف هژمونی در هایپریون داشته و الآن به عنوان یکی از شش زائر انتخاب شده‌است.
- پدر لنار هویت - کشیش کلیسای کاتولیک. او سال‌ها پیش، پدر پاول دیور را تا هایپریون همراهی کرده‌است. الآن به عنوان یکی از شش زائر انتخاب شده‌است.
- کلنل فدمن کسد - کلنل ارتش هژمونی. کسی که آوازه‌اش در نبرد با نیروهای بیگانه در سیارهٔ برسیا به همه جا رسیده و اکنون پس از بازنشستگی به عنوان یکی از شش زائر انتخاب شده‌است.
- براون لامیا - کارآگاه خصوصی و دختر رئیس کل پیشین هژمونی. به عنوان یکی از شش زائر انتخاب شده‌است.
- هت مستین - یکی از راهبان پیروی صدای حقیقی درخت (true voice of tree)؛ اینان افرادی هستند که به احترام بسیار به طبیعت اعتقاد دارند و سیاره‌های بسیاری را به کاشت درخت‌های مقدس اختصاص می‌دهند. به عنوان یکی از شش زائر انتخاب شده‌است.
- مارتین سایلنوسِ شاعر - مسن‌ترین در بین این شش زائر. او در زمینِ قدیم زاده شده‌است.
- سول وینتراب - استاد دانشگاه. به همراه دختر کوچکش به عنوان زائر انتخاب شده‌است.
- جان کیتس - شاعر رمانتیک سدهٔ نوزدهم میلادی که نسخه‌ای رباتی از او در این کتاب حضور دارد. او همچنین شعری با نام هایپریون سروده که از آن در این کتاب نام برده شده‌است.